# Pseudotocepheus bacilliger
Pseudotocepheus bacilliger är en kvalsterart som beskrevs av J. och P. Balogh 1983. Pseudotocepheus bacilliger ingår i släktet Pseudotocepheus och familjen Tetracondylidae. Inga underarter finns listade i Catalogue of Life.